# George McAfee
George Anderson McAfee (Corbin, 13 marzo 1918 – 4 marzo 2009) è stato un giocatore di football americano statunitense.
che ha giocato nel ruolo di halfback per tutta la carriera nei Chicago Bears della National Football League (NFL). È stato inserito nella Pro Football Hall of Fame nel 1966

## Carriera
McAfeeu scelto come secondo assoluto nel Draft NFL 1940 dai Philadelphia Eagles ma firmò con i Chicago Bears. In carriera segnò 234 punti, guadagnò 5.313 yard e intercettò 8 passaggi in otto stagioni. Dal 1942 al 1945 servì nella Marina durante la seconda guerra mondiale, perdendo quelli che potenzialmente potevano essere i suoi anni migliori come professionista.
Soprannominato "one-play McAfee", era conosciuto per la sua esplosiva velocità (correva le 100 yard in 9,7 secondi). Red Grange, una stella dei primi anni dei Bears, chiamò McAfee “l'uomo più pericoloso su un campo di football".
Il 1941 fu un anno emblematico per McAfee: guidò la lega con un'altissima media di 7,3 yard medie a corsa, segnando 12 touchdown in 11 partite, contribuendo alla seconda vittoria del campionato consecutiva da parte della sua squadra. Anche se il totale delle sue yard corse può sembrare modesto rispetto agli standard attuali, dovette dividere il campo con altri running back dotati di grande talento come Hugh Gallarneau, Norm Standlee e Bill Osmanski, oltre che col quarterback membro della Hall of Fame Sid Luckman.

## Palmarès

### Franchigia
4
Chicago Bears: 1940, 1941, 1943, 1946

### Individuale
- First-team All-Pro: 1

1941
- Formazione ideale della NFL degli anni 1940
- Numero 5 ritirato dai Chicago Bears
- Pro Football Hall of Fame
- College Football Hall of Fame

## Statistiche
| Partite totali     | 76    |
| Yard su corsa      | 1.685 |
| Touchdown su corsa | 22    |
| Yard su ricezione  | 1.359 |
| Touchdown su corsa | 10    |